# När jag lever har jag dig
När jag lever har jag dig är en psalm med text skriven 1934 av Arno Pötzsch och bearbetad 1949. Den översattes till svenska 1977 av Anders Frostenson. Musiken är skriven 1871 av Johan Fredrik Lagergrén.

## Publicerad i
- Den svenska psalmboken 1986 som nr 308 under rubriken "Livets gåva och gräns".